# Blast
Blast (skrót od krystaloblast) – termin używany do opisania minerałów skał metamorficznych. Nazwa pochodzi od blastezy, czyli procesu krystalizacji minerałów na skutek procesów metamorficznych.
Używany przy określeniu pokroju ziarna – granoblast, lepidoblast, nematoblast, idioblast, ksenoblast, porfiroblast, poikiloblast, oraz struktury skały – granoblastyczna, lepidoblastyczna, nematoblastyczna, idioblastyczna, ksenoblastyczna, porfiroblastyczna, poikiloblastyczna.